# Michel Piccoli
Michel Piccoli (27. prosince 1925, Paříž, Francie – 12. května 2020, Saint-Philbert-sur-Risle) byl francouzský filmový a divadelní herec a filmový režisér.

## Život a kariéra
Narodil se v Paříži do hudebnické rodiny, jeho rodiči byli houslista Henri Piccoli a klavíristka Marcelle Expert-Bezançon. Jako mladý navštěvoval pařížské herecké kurzy Cours Simon.
Upozornil na sebe filmem Pohrdání (1963) s Brigitte Bardotovou v hlavní roli. Obdobím jeho největší popularity byl začátek sedmdesátých let, kdy každoročně hrál v několika významných filmech, kromě jiného v Hitchcockově filmu Topaz (1970) nebo v snímku Nenápadný půvab buržoazie (1972) od Luise Buñuela. V osmdesátých letech se stal v jeho filmografii významným film Zvláštní případ (1981), za který byl nominován na Césara a na Berlínském filmovém festivalu obdržel za svůj výkon v něm Stříbrného medvěda.
Během své šedesátileté kariéry hrál celkem téměř v 200 filmech a spolupracoval s mnoha významnými francouzskými, italskými i zahraničními režiséry, k nímž patří například Jean Renoir, Jean-Pierre Melville, Jean-Luc Godard, Claude Lelouch, Jacques Demy, Claude Sautet, Louis Malle, Agnès Varda, Luis Buñuel, Alfred Hitchcock, Marco Ferreri, Jacques Rivette, Agnès Varda, Manoel de Oliveira nebo Alain Resnais. Několikrát byl nominován na Césara a na divadelní Molièrovu cenu a okrajově se věnoval rovněž filmové režii.
V roce 1989 pobýval několik měsíců v Československu během natáčení filmu Marta a já režiséra Jiřího Weisse.

Byl třikrát ženatý, nejdřív s Éléonore Hirt, poté jedenáct let se zpěvačkou a herečkou Juliette Gréco, pak s Ludivine Clerc. Z prvního manželství se narodila dcera Anne-Cordélia.

## Filmografie (výběr)

### Celovečerní filmy
- 1951 : Adresát neznámý (Sans laisser d'adresse), režie Jean-Paul Le Chanois
- 1954 : Francouzský kankán (French Cancan), režie Jean Renoir
- 1955 : Ernst Thälmann – Vůdce své třídy (Ernst Thälmann – Führer seiner Klasse), režie Kurt Maetzig
- 1955 : Velké manévry (Les Grandes manoeuvres), režie René Clair
- 1956 : La Mort en ce jardin (La Mort en ce jardin), režie Luis Buñuel
- 1957 : Čarodějky ze Salemu (Les Sorcières de Salem), režie Raymond Rouleau
- 1958 : Přátelé na neděli (Les Copains du dimanche), režie Henri Aisner
- 1962 : Adieu Philippine (Adieu Philippine), režie Jacques Rozier
- 1962 : Práskač (Le Doulos), režie Jean-Pierre Melville
- 1963 : Den a hodina (Le Jour et l'heure), režie René Clément
- 1963 : Pohrdání (Le Mépris), režie Jean-Luc Godard
- 1964 : Deník komorné (Le Journal d'une femme de chambre), režie Luis Buñuel
- 1965 : Fraška (Masquerade), režie Basil Dearden
- 1965 : Lady L (Lady L), režie Peter Ustinov
- 1965 : Zločin v expresu (Compartiment tueurs), režie Costa-Gavras
- 1966 : Bytosti (Les Créatures), režie Agnès Varda
- 1966 : La Curée (La Curée), režie Roger Vadim
- 1966 : Hoří v Paříži? (Paris brûle-t-il?), režie René Clément
- 1966 : Válka skončila (La Guerre est finie), režie Alain Resnais
- 1966 : Zlodějka (La Voleuse), režie Jean Chapot
- 1967 : Kráska dne (Belle de jour), režie Luis Buñuel
- 1967 : Slečinky z Rochefortu (Les Demoiselles de Rochefort), režie Agnès Varda a Jacques Demy
- 1968 : Benjamin aneb Deník panice (Benjamin ou Les mémoires d'un puceau), režie Michel Deville
- 1968 : Diabolik (Danger: Diabolik!), režie Mario Bava
- 1968 : La Prisonnière (La Prisonnière), režie Henri-Georges Clouzot
- 1968 : Šamáda (La Chamade), režie Alain Cavalier
- 1969 : Dillinger je mrtvý (Dillinger è morto), režie Marco Ferreri
- 1969 : Mléčná dráha (La Voie lactée), režie Luis Buñuel
- 1969 : Topaz (Topaz), režie Alfred Hitchcock
- 1970 : Věci života (Les Choses de la vie), režie Claude Sautet
- 1971 : Audience (L'Udienza), režie Marco Ferreri
- 1971 : Deset strašných dní (La Décade prodigieuse), režie Claude Chabrol
- 1971 : Max a rváči (Max et les ferrailleurs), režie Claude Sautet
- 1971 : Vzali nohy na ramena (La Poudre d'escampette), režie Philippe de Broca
- 1972 : Atentát v Paříži (L'Attentat), režie Yves Boisset
- 1972 : César a Rosalie (César et Rosalie), režie Claude Sautet
- 1972 : Liza (Liza), režie Marco Ferreri
- 1972 : Nenápadný půvab buržoazie (Le Charme discret de la bourgeoisie), režie Luis Buñuel
- 1973 : Krvavé svatby (Les Noces rouges), režie Claude Chabrol
- 1973 : Le Far-West (Le Far-West), režie Jacques Brel
- 1973 : Themroc (Themroc), režie Claude Faraldo
- 1973 : Velká žranice (La Grande bouffe), režie Marco Ferreri
- 1974 : Ďábelská trojice (Le Trio infernal), režie Francis Girod
- 1974 : Láska v dešti (Un amour de pluie), režie Jean-Claude Brialy
- 1974 : Nedotýkej se bílé ženy (Touche pas à la femme blanche), režie Marco Ferreri
- 1974 : Přízrak svobody (Le Fantôme de la liberté), režie Luis Buñuel
- 1974 : Vincent, François, Paul a ti druzí... (Vincent, François, Paul... et les autres), režie Claude Sautet
- 1974 : V životní velikosti (Grandeur nature), režie Luis García Berlanga
- 1975 : Leonor (Leonor), režie Juan Luis Buñuel
- 1976 : F… comme Fairbanks (F… comme Fairbanks), režie Maurice Dugowson
- 1976 : Mado (Mado), režie Claude Sautet
- 1976 : Poslední žena (La Dernière Femme), režie Marco Ferreri
- 1976 : René la canne (René la canne), režie Francis Girod
- 1976 : Todo modo (Todo modo), režie Elio Petri
- 1978 : Cukr (Le Sucre), režie Jacques Rouffio
- 1978 : Dívka v modrém sametu (La Petite fille en velours bleu), režie Alan Bridges
- 1978 : Zločin a la Neapol (Giallo napoletano), režie Sergio Corbucci
- 1980 : Atlantic City (Atlantic City), režie Louis Malle
- 1980 : Cena za přežití (Der Preis fürs Überleber), režie Hans Noever
- 1980 : Skok do prázdna (Salto nel vuoto), režie Marco Bellocchio
- 1981 : Zvláštní případ (Une étrange affaire), režie Pierre Granier-Deferre
- 1982 : Jeden pokoj ve městě (Une chambre en ville), režie Jacques Demy
- 1982 : Noc ve Varennes (La Nuit de Varennes), režie Ettore Scola
- 1982 : Passion (Passion), režie Jean-Luc Godard
- 1982 : Poutnice ze Sans-Souci (La Passante du Sans-Souci), režie Jacques Rouffio
- 1982 : Probuď se špione (Espion, lève-toi), režie Yves Boisset
- 1983 : Cena za nebezpečí (Le Prix du danger), režie Yves Boisset
- 1984 : Ať žije život (Viva la vie!), režie Claude Lelouch
- 1984 : Nebezpečná partie (La Diagonale du fou), režie Richard Dembo
- 1985 : Adieu Bonaparte (Adieu Bonaparte), režie Youssef Chahine
- 1985 : Nečekaná zrada (Partir, revenir), režie Claude Lelouch
- 1986 : Zlá krev (Mauvais Sang), režie Leos Carax
- 1987 : Bolest lásky (Maladie d'amour), režie Jacques Deray
- 1987 : La Rumba (La Rumba), režie Roger Hanin
- 1988 : Běloch být dobré (Ya bon les blancs), režie Marco Ferreri
- 1990 : Marta a já, režie Jiří Weiss
- 1990 : Milou v máji (Milou en mai), režie Louis Malle
- 1991 : Krásná hašteřilka (La Belle noiseuse), režie Jacques Rivette
- 1991 : Zloděj dětí (Le Voleur d'enfants), režie Christian de Chalonge
- 1992 : Rej výtržníků (Le Bal des casse-pieds), režie Yves Robert
- 1993 : Bláznivá cesta (La Cavale des fous), režie Marco Pico
- 1993 : Krásná hašteřilka - Divertimento (Divertimento), režie Jacques Rivette
- 1995 : Les Cent et une nuits de Simon Cinéma (Les Cent et une nuits de Simon Cinéma), režie Agnès Varda
- 1996 : Rošťák Beaumarchais (Beaumarchais, l'insolent), režie Edouard Molinaro
- 1996 : Tykho Moon (Tykho Moon), režie Enki Bilal
- 1997 : Vášeň v poušti (Passion in the Desert), režie Lavinia Currier
- 2000 : Herci (Les Acteurs), režie Bertrand Blier
- 2001 : Vracím se domů (Je rentre a la maison), režie Manoel de Oliveira
- 2002 : Boží zásah (Intervención divina), režie Elia Suleiman
- 2003 : Ce jour - là (Ce jour - là), režie Raúl Ruiz
- 2003 : La Petite Lili (La Petite Lili), režie Claude Miller
- 2005 : Espelho Mágico (Espelho Mágico), režie Manoel de Oliveira
- 2006 : Krásná dodnes (Belle toujours), režie Manoel de Oliveira
- 2006 : Podzimní zahrady (Jardins en automne), režie Otar Ioseliani
- 2007 : Boxes (Boxes), režie Jane Birkinová
- 2007 : Chacun son cinéma ou Ce petit coup au coeur quand la lumière s'éteint et que le film commence (Chacun son cinéma ou Ce petit coup au coeur quand la lumière s'éteint et que le film commence), víc režisérů
- 2007 : Nesahejte na sekeru (Vévodkyně z Langeais) (Ne touchez pas la hache), režie Jacques Rivette
- 2008 : Prach času (I Skoni tou hronou), režie Theodoros Angelopoulos
- 2011 : Máme papeže! (Habemus Papam), režie Nanni Moretti
- 2012 : Holy Motors (Holy Motors), režie Leos Carax
- 2012 : Ještě jste nic neviděli (Vous n'avez encore rien vu), režie Alain Resnais a Bruno Podalydès
- 2012 : Linhas de Wellington (Les Lignes de Wellington), režie Raúl Ruiz

### Televize
- 1980 : Doktor Teyran (Docteur Teyran), televizní film, režie Jean Chapot

### Krátkometrážní filmy
- 1963 : Kuba očima Francouzky (Salut les cubains), režie Agnès Varda
- 1964 : Paparazzi (Paparazzi), režie Jacques Rozier

## Ocenění

### César
Nominace
- 1982: César pro nejlepšího herce za film Zvláštní případ
- 1985: César pro nejlepšího herce za film Nebezpečná partie
- 1991: César pro nejlepšího herce za film Milou v máji
- 1992: César pro nejlepšího herce za film Krásná hašteřilka

### Molièrova cena
Nominace
- 2006: Molièrova cena pro herce za představení Král Lear
- 2007: Molièrova cena pro herce za představení Král Lear

### Jiná ocenění
- 1980: cena za mužský herecký výkon na Filmovém festivalu v Cannes za film Skok do prázdna
- 1982: Stříbrný medvěd pro nejlepšího herce na Berlínském filmovém festivalu za film Zvláštní případ
- 2012: Donatellův David pro nejlepšího herce